# پر هارالدسن
پر هارالدسن (نروژی: Per Haraldsen; ۵ دسامبر ۱۸۹۲ – ۲۰ فوریهٔ ۱۹۲۸) بازیکن فوتبال اهل نروژ بود.
از باشگاه‌هایی که در آن بازی کرده‌است می‌توان به باشگاه فوتبال اود اشاره کرد.
وی همچنین در تیم ملی فوتبال نروژ بازی کرده‌است.